# Erendira (animal)
Erendira es un género de arañas araneomorfas de la familia Corinnidae. Se encuentra en América.

## Lista de especies
Según The World Spider Catalog 12.0:
- Erendira atrox (Caporiacco, 1955)
- Erendira luteomaculata (Petrunkevitch, 1925)
- Erendira pallidoguttata (Simon, 1897)
- Erendira pictithorax (Caporiacco, 1955)
- Erendira subsignata (Simon, 1897)